# Ramphonotus parvirostratus
Ramphonotus parvirostratus är en mossdjursart som beskrevs av Canu och Bassler 1927. Ramphonotus parvirostratus ingår i släktet Ramphonotus och familjen Calloporidae. Inga underarter finns listade i Catalogue of Life.